# Jardena Arazi
Jardena Arazi (hebr. ירדנה ארזי, ur. 25 września 1951) – izraelska piosenkarka i prezenterka.

## Życiorys
Urodziła się w Kabri, dorastała w Hajfie. Jest córką żydowskiego emigranta z Francji i Niemiec.
W 1976 wraz z zespołem Chocolat, Menta, Mastik reprezentowała Izrael w 21. Konkursie Piosenki Eurowizji. Z piosenką „Emor szalom” zajęli 6. miejsce w finale. W 1979 wraz z Danielem Pe'erem prowadziła finał 24. Konkursu Piosenki Eurowizji w Jerozolimie. W 1988 solowo reprezentowała kraj w 33. Konkursie Piosenki Eurowizji, z piosenką „Ben Adam” zajęła 7. miejsce.
Jej mężem jest inżynier Natan Tomer, z którym ma córkę.

## Dyskografia
- 1982 Yardena Arazi
- 1983 מה נשמע (pol. Co słychać)
- 1984 אתה לי ארץ (Ty jesteś moim krajem)
- 1988 עוד יום אחד (Jeszcze jeden dzień)
- 1988 ריח דבש וריח מנטה (Zapach miodu i zapach mięty) - piosenki dla dzieci
- 1989 דמיון מזרחי (Oriental wyobraźni)
- 1989 תחנה בדרך (Przystanek na drodze)
- 1992 אנשים זרים (Obcy ludzie)
- 1995 מתוך שאהבתי (Kiedy kochałam)
- 1998 יש ונדמה (Wydaje się)